# Zanda Martens
Zanda Martens (* 1 de outubro de 1984 em Liepāja, Letônia) é uma política alemã (SPD). Desde 2021, é membro do Bundestag alemão e membro titular do Comitê de Assuntos Jurídicos e presidente do Subcomitê de Direito Europeu.

## Vida
Zanda Martens (em letão: Zanda Martena) nasceu como filha de uma família operária na SSR da Letônia; seus pais trabalhavam em uma siderúrgica. Após concluir o ensino médio, ela estudou Direito na Universidade Estadual da República da Letônia com a ajuda de uma bolsa de estudos de 2002 a 2008. Após obter o título de Master of Law, trabalhou de 2008 a 2010 como jurista para o conselho da Confederação Sindical da Letônia (LBAS). Em 2010, mudou-se para Düsseldorf por motivos pessoais e adquiriu a cidadania alemã. De 2010 a 2012, cursou um programa de estudos para graduados em Direito no exterior na Universidade Ruhr de Bochum, obtendo o título acadêmico de Magister Legum (LL.M.). De 2018 a 2021, cursou um doutorado na Universidade de Bremen.
Martens trabalhou de 2012 a 2013 como secretária jurídica na DGB Rechtsschutz GmbH e, posteriormente, até 2019, como secretária sindical para o sindicato ver.di no distrito de Düsseldorf e na liderança do departamento regional de serviços postais, expedições e logística. Desde 2019, trabalha como secretária sindical/jurista para o IG Metall.

## Política
Martens ingressou no SPD em janeiro de 2018. De 2019 a 2023, foi vice-presidente da Tendência Sindical do SPD (AfA) em Düsseldorf e, de 2021 a 2023, vice-presidente do subdistrito do SPD em Düsseldorf. Desde 2023, é presidente do SPD Düsseldorf. Desde março de 2021, ela é membro da comissão executiva estadual do SPD da Renânia do Norte-Vestfália.
Nas eleições federais de 2021, Martens foi candidata direta do SPD no distrito eleitoral 106 (Düsseldorf I). Recebeu 22,4% dos votos primários e entrou no Bundestag alemão pelo 28º lugar na lista estadual do SPD da Renânia do Norte-Vestfália. É membro titular do Comitê de Assuntos Jurídicos, membro suplente do Comitê de Assuntos Externos e presidente do Subcomitê de Direito Europeu no 20º Bundestag. Ela é membro da 2ª Comissão de Inquérito da 20ª legislatura do Bundestag Alemão.
Martens é membro da Esquerda Parlamentar na bancada do SPD no Bundestag.

## Associações
Martens é membro dos sindicatos ver.di e IG Metall desde 2011. Desde março de 2022, é membro do conselho de supervisão do Aeroporto de Düsseldorf e da Arbeiterwohlfahrt Familienglobus gGmbH em Düsseldorf. Desde março de 2023, Martens é membro da diretoria estadual da Associação Alemã de Inquilinos da Renânia do Norte-Vestfália.